# Micrurus tschudii
Micrurus tschudii (пустельний кораловий аспід) — вид отруйних змій родини аспідових (Elapidae). Мешкає в Південній Америці. Вид названий на честь швейцарського натураліста Йоганна Якоба фон Чуді.

## Підвиди
Виділяють два підвиди:
- Micrurus tschudii olssoni Schmidt & Schmidt, 1925;
- Micrurus tschudii tschudii (Jan, 1858).

## Поширення і екологія
Пустельні коралові аспіди мешкають на тихоокеанських схилах Еквадору і Перу. Вони живуть в тропічних листяних лісах, сухих тропічних лісах і колючих чагарниках в пустелі Сечура. Зустрічаються на висоті від 400 до 1500 м над рівнем моря.